# Daytona Beach and Road Course
Il Daytona Beach and Road Course era un circuito situato sulla spiaggia di Ormond Beach, uno dei primi tracciati dove si svolsero gare NASCAR. In origine divenne famoso come il luogo dove furono stabiliti quindici record di velocità terrestre. Nel 1905, l'ente organizzatore delle gare di Ormond Beach costruì una club house ai margini di Daytona Beach, inducendo i media locali ad attribuire credito a Daytona Beach per l'organizzazione delle gare.

## Layout

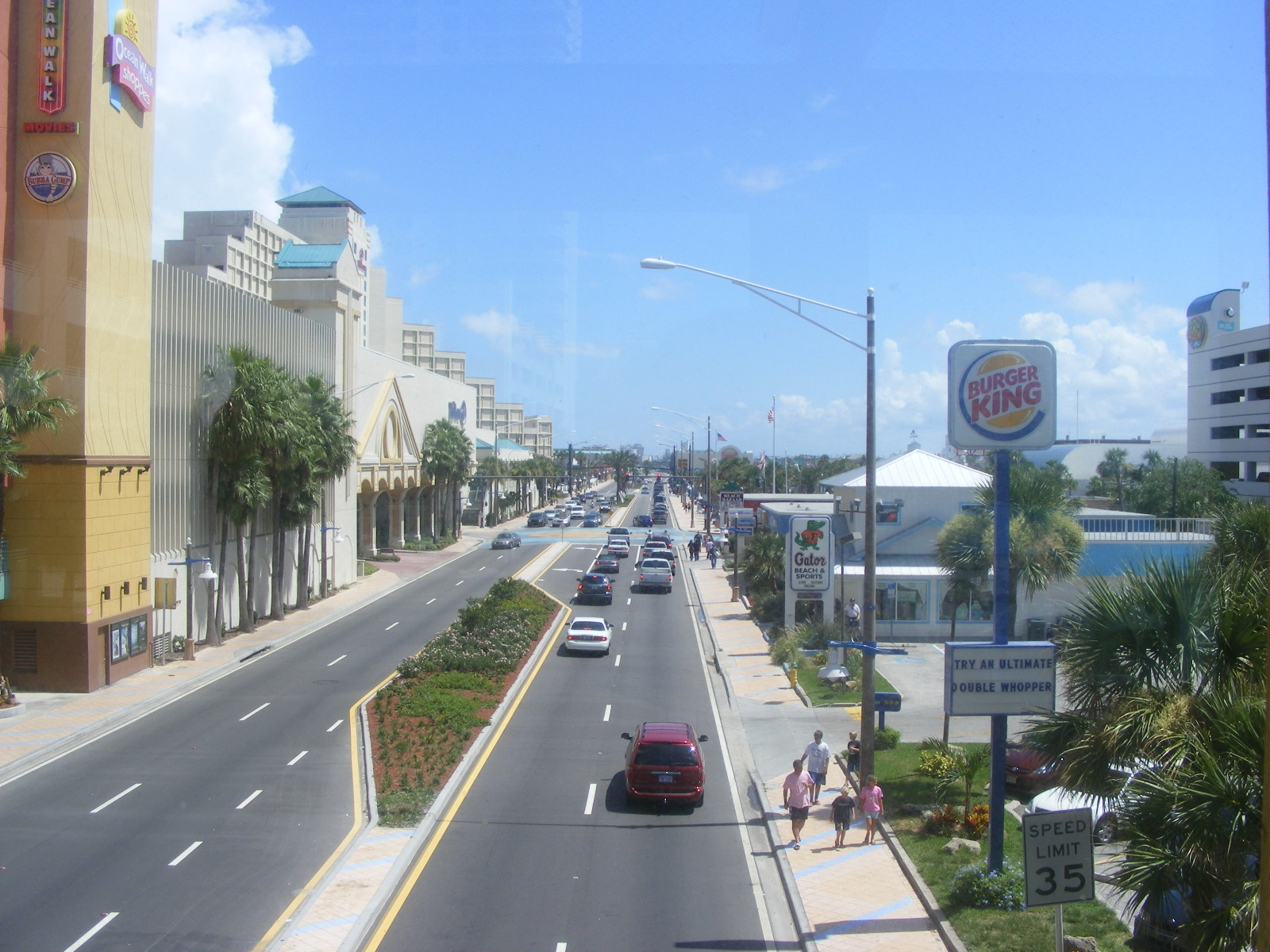
A1A oggi

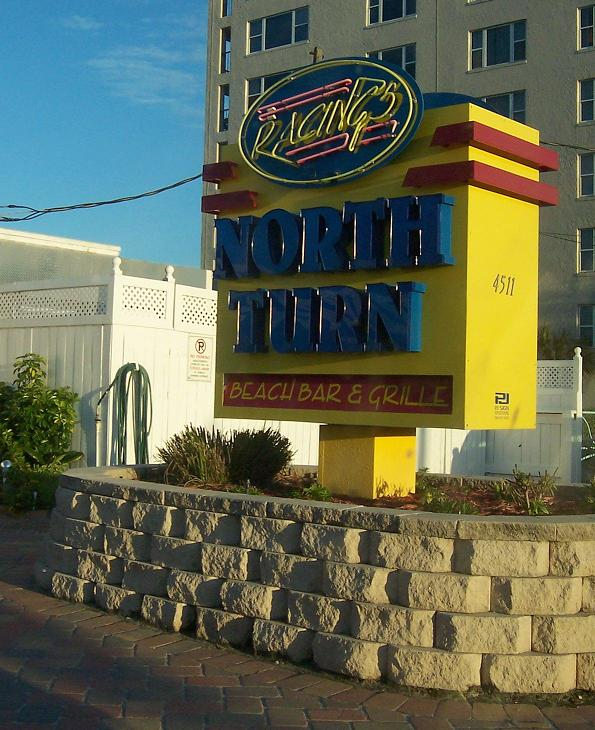
Un ristorante si trova ora vicino a quella che era una la curva più a nord del tracciato

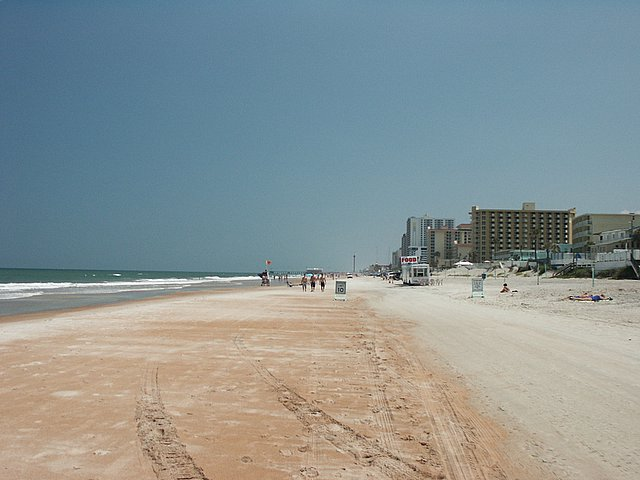
La spiaggia nel 2006

Lungo circa 3,2 miglia (5,1 km) nei primi eventi, il circuito è stato allungato a 4,1 miglia (6,6 km) alla fine degli anni quaranta. Il tracciato consisteva in due rettilinei paralleli, lunghi circa 2 miglia l'uno, collegati da due curve. Il tracciato iniziava sull'autostrada A1A (al 4511 South Atlantic Avenue, Ponce Inlet), per poi proseguire verso sud, parallelo all'oceano, fino al termine della strada, dove i conducenti accedevano alla spiaggia, dopo la prima curva. Dopo aver percorso altre 2 miglia sulla sabbia, i piloti arrivavano alla seconda curva che li riportava sull'A1A. A causa della sezione sulla spiaggia, le gare dovevano essere organizzate in base alle maree, inoltre spesso i piloti non riuscivano a presentarsi alla partenza perché restavano bloccati nel traffico. Nel videogioco NASCAR Thunder 2004 di EA Sports, il percorso è ridotto di circa la metà della sua distanza, ma mostra com'era il circuito nella realtà.

## NASCAR
La prima gara della serie NASCAR Strictly Stock (ora Monster Energy NASCAR Cup Series) si tenne nel 1949 allo Charlotte Speedway mentre la seconda si tenne proprio sul circuito di Daytona. Red Byron vinse la gara e si aggiudicò poi il titolo.
Nel 1953, Bill France decise che era tempo di costruire una pista permanente per contenere la grande folla che si stava radunando per le gare. Il 4 aprile 1953, France propose la costruzione del Daytona International Speedway. France iniziò a costruire il nuovo superspeedway tri-ovale nel 1956 per ospitare il nuovo evento principale della serie: la Daytona 500. La NASCAR continuò ad organizzare eventi sul Daytona Beach and Road Course sino al 1958 ma la gara venne spostata a febbraio. Questa tradizione rimane anche oggi, infatti la Daytona 500 si tiene ogni anno a metà febbraio.

### Albo d'oro
Tutti i vincitori erano  americani
| Stagione | Data        | Pilota          | Costruttore | Distanza |
| -------- | ----------- | --------------- | ----------- | -------- |
| 1949     | 10 luglio   | Red Byron       | Oldsmobile  | 166 mi   |
| 1950     | 5 febbraio  | Harold Kite     | Lincoln     | 200 mi   |
| 1951     | 11 febbraio | Marshall Teague | Hudson      | 160 mi   |
| 1952     | 10 febbraio | Marshall Teague | Hudson      | 152 mi   |
| 1953     | 15 febbraio | Bill Blair      | Oldsmobile  | 160 mi   |
| 1954     | 21 febbraio | Lee Petty       | Chrysler    | 160 mi   |
| 1955     | 27 febbraio | Tim Flock       | Chrysler    | 160 mi   |
| 1956     | 26 febbraio | Tim Flock       | Chrysler    | 152 mi   |
| 1957     | 17 febbraio | Cotton Owens    | Pontiac     | 160 mi   |
| 1958     | 23 febbraio | Paul Goldsmith  | Pontiac     | 160 mi   |